# Always (Erasure-Lied)
Always ist eine Synthiepop-Ballade des britischen Duos Erasure aus dem Jahr 1994. 

## Hintergrund
Der Titel erschien im Mai 1994 auf dem Album I Say I Say I Say und wurde bereits im April 1994 als Single ausgekoppelt. Mute Records veröffentlichte die Single in Großbritannien, während Elektra Records sie in den Vereinigten Staaten herausbrachte. Always wurde von den Erasure-Mitgliedern Vince Clarke und Andy Bell geschrieben und von Martyn Ware produziert.
Das Lied kreist um die Synthesizerharmonien und den von Clarke und Bell unterlegten Liedtext. Das Musikvideo stellt Bell in einer von chinesischer Malerei inspirierten Landschaft dar, die sich im winterlichen tief verschneiten Zustand befindet und die er mittels einer Zauberkugel in eine blühende Frühlingslandschaft verwandelt. Er muss gegen einen Dämon kämpfen, der alles wieder in eine Winterlandschaft verwandeln will, und besiegt ihn schließlich mit Hilfe seiner Zauberkugel.

## Rezeption

### Charts und Chartplatzierungen
| ChartsChartplatzierungen             | Höchstplatzierung | Wochen |
| ------------------------------------ | ----------------- | ------ |
| Deutschland (GfK)                    | 5 (26 Wo.)        | 26     |
| Österreich (Ö3)                      | 2 (14 Wo.)        | 14     |
| Schweiz (IFPI)                       | 23 (15 Wo.)       | 15     |
| Vereinigtes Königreich (OCC)         | 4 (10 Wo.)        | 10     |
| Vereinigte Staaten (Billboard)       | 20 (23 Wo.)       | 23     |
| Vereinigte Staaten (Billboard Dance) | 6 (12 Wo.)        | 12     |

| ChartsJahrescharts (1994)      | Platzierung |
| ------------------------------ | ----------- |
| Deutschland (GfK)              | 28          |
| Österreich (Ö3)                | 22          |
| Vereinigtes Königreich (OCC)   | 65          |
| Vereinigte Staaten (Billboard) | 73          |

### Auszeichnungen für Musikverkäufe
| Land/Region                  | Auszeichnungen für Musikverkäufe (Land/Region, Auszeichnung, Verkäufe) | Verkäufe |
| ---------------------------- | ---------------------------------------------------------------------- | -------- |
| Deutschland (BVMI)           | Gold                                                                   | 250.000  |
| Vereinigtes Königreich (BPI) | Silber                                                                 | 200.000  |
| Insgesamt                    | 1× Silber · 1× Gold ·                                                  | 450.000  |

## Coverversionen (Auswahl)
Das Lied wurde live von den Synthpop-Musikern MNDR gecovert. Eine Coverversion existiert von Jessica Jay (1996). 2012 coverte die Synthie-Pop-Band Xiu Xiu das Lied für eine Record Store Day Single.